# Testimony: Vol. 2, Love & Politics
Testimony: Vol. 2, Love & Politics è il quarto album discografico in studio della cantante statunitense India.Arie, pubblicato nel 2009. 

## Tracce
1. Intro: Grains (India.Arie Simpson, Branden Burch) – 0:48
2. Therapy (feat. Gramps Morgan) (India.Arie Simpson, Alonzo Stevenson, Marshall Leathers) – 3:58
3. Ghetto (India.Arie Simpson, Shannon Sanders, Drew Ramsey) – 3:13
4. Chocolate High (feat. Musiq Soulchild) (India.Arie Simpson, Andrew Castro, Musiq Soulchild) – 4:44
5. He Heals Me (India.Arie Simpson) – 4:59
6. Interlude: Grains (India.Arie Simpson, Branden Burch) – 0:55
7. Pearls (feat. Dobet Gnahore) (Sade Adu, Andrew Hale) – 4:23
8. River Rise (India.Arie Simpson, Michael Ruff) – 3:57
9. "Yellow" (feat. Terrell Carter) (India.Arie Simpson, Drew and Shannon, Andrew Castro) – 2:56
10. Better Way (feat. Keb Mo) (India.Arie Simpson, Cornelius Barnes, Rachelle Ferrell) – 3:30
11. Interlude: Grains (India.Arie Simpson, Branden Burch) – 1:06
12. Long Goodbye (India.Arie Simpson, Joyce Simpson, Nick Trevisick) – 4:05
13. Psalms 23 (feat. MC Lyte) (India.Arie Simpson, Andrew Castro, Jared Lee Gosselin, Phillip White, Lana Michelle Moorer) – 5:15
14. The Cure (feat. Sezen Aksu) (India.Arie Simpson, Sezen Aksu) – 4:41
15. Outro: Grains (India.Arie Simpson, Branden Burch) – 0:33

## Classifiche
| Classifica (2009)                     | Posizione raggiunta |
| ------------------------------------- | ------------------- |
| Stati Uniti                           | 3                   |
| U.S. Billboard Top R&B/Hip-Hop Albums | 2                   |